# Commanderie de Cerisiers
La commanderie de Cerisiers est une ancienne commanderie hospitalière des Hospitaliers de l'ordre de Saint-Jean de Jérusalem, implantée dans le bourg de Cerisiers dans le département de l'Yonne, en région Bourgogne.

## Situation
La commanderie de Cerisiers est située sur la voie romaine de Sens à Avrolles. Son nom proviendrait du latin Caesaris iter, c'est-à-dire « le chemin de César ».
Elle est située non loin de la commanderie templière de Coulours et de l'abbaye de Dilo, de l'ordre de Prémontré.
Au début du XIIe siècle, les Hospitaliers construisent à Cerisiers une chapelle romane dédiée à Sainte-Anne. Ils ajoutent ensuite une grande nef à la petite nef (bas-côté sud aujourd'hui). Le siège de la commanderie est situé dans le manoir seigneurial, attenant à ce qui est alors l'église Saint-Jean-Baptiste.

## Histoire

### Fondation
L'acte de fondation de la commanderie de Cerisiers est inconnu mais elle a probablement été fondée au début du XIIe siècle et serait une des plus anciennes commanderies de l’Hôpital dans le Grand prieuré de France. Le premier acte connu relatif à cette commanderie est une charte de 1133 du roi Louis VI le Gros dans laquelle il donne aux Hospitaliers l'église Saint-Martin de Theil avec quatre arpents de terre, le domaine du Fay dans la forêt d'Othe ainsi que le moulin du Theil situé sur le territoire de Fossemore.
En 1147, le roi Louis VII le Jeune augmente la donation de 1133 de privilèges et interdit la construction d'aucun autre moulin entre Nouez et Pont. Puis en 1152, le même roi leur donne des terres et des bois situés dans la forêt d'Othe et un moulin à Noé.
À la fin du XIIe siècle, les Hospitaliers sont en procès avec les chanoines de Dilo à propos des bois du Fay, et il faut l'intervention de l’archevêque de Sens Guy de Noyers pour résoudre ce conflit.

### Membres
Les membres de la commanderie de Cerisiers sont :
- moulin de Fossemore, situé sur la Vanne sur le territoire de Theil, donné par le roi Louis VI le Gros en 1133 ;
- la Grange-Rouge, métairie située sur le territoire de Cerisiers ;
- le Pommerat, métairie située sur le territoire de Cerisiers ;
- la Maison Soudet, hôpital situé à Cerisiers où se retirent les frères de l'ordre atteints de la lèpre et dont une grande partie des revenus de la commanderie est consacrée.

### Dissolution
À la fin du XVe siècle, les revenus de la commanderie de Cerisiers ne sont plus assez importants, aussi elle est réunie à celle de Launay, dont elle devient un membre.

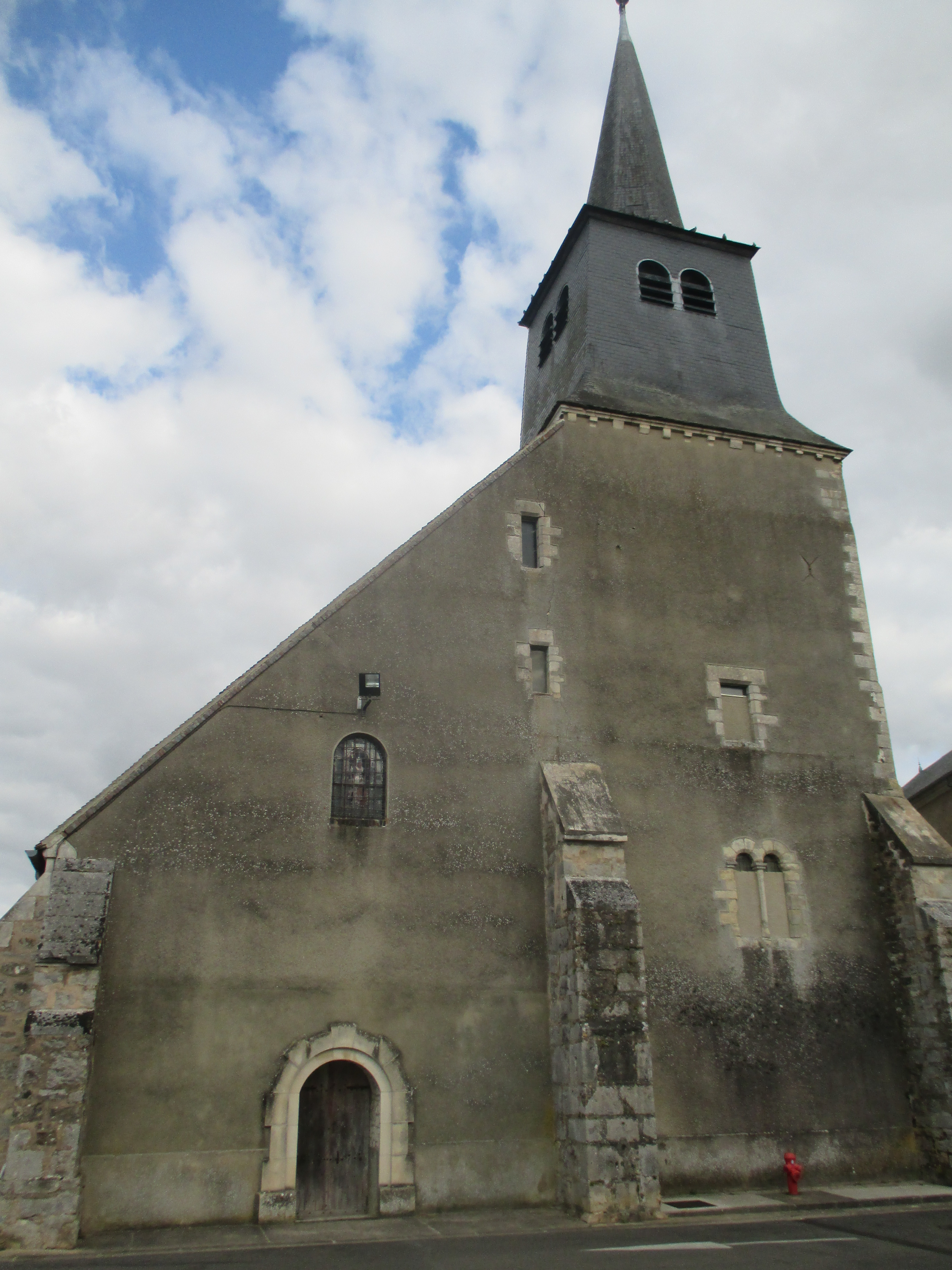
Église Saint-Jean-Baptiste de Cerisiers.
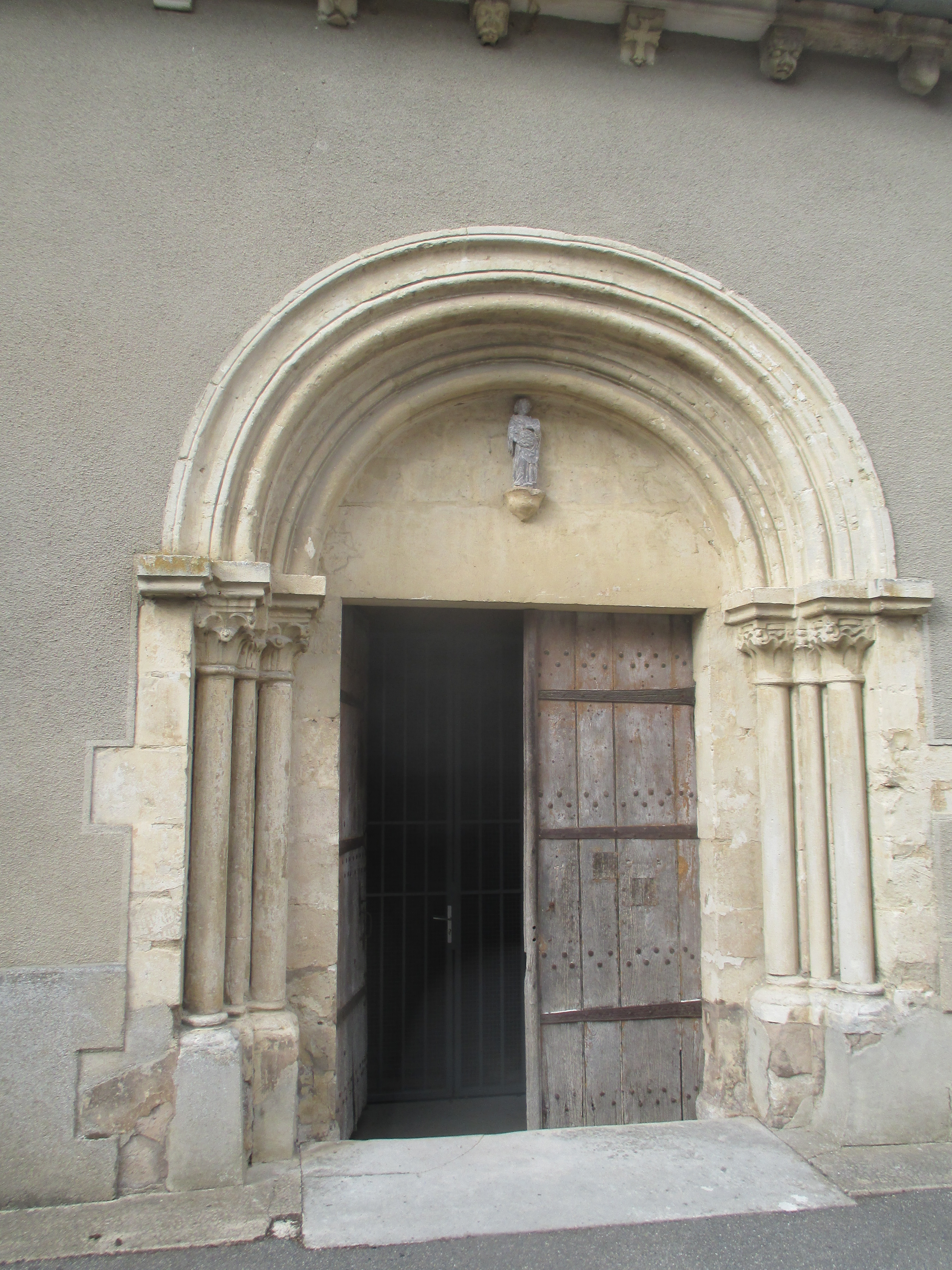
Portail roman de l'église.